# Lenhartsville, Pennsylvania
Lenhartsville, Pennsylvania (енгл. Lenhartsville) град је у америчкој савезној држави Пенсилванија.

## Демографија
По попису из 2010. године број становника је 165, што је 8 (-4,6%) становника мање него 2000. године.
| Група             | 2000.       | 2010.       |
| Белци             | 172 (99,4%) | 158 (95,8%) |
| Афроамериканци    | 0 (0,0%)    | 0 (0,0%)    |
| Азијати           | 0 (0,0%)    | 2 (1,2%)    |
| Хиспаноамериканци | 1 (0,6%)    | 5 (3,0%)    |
| Укупно            | 173         | 165         |